# Alariose
Die Alariose ist eine durch Saugwürmer der Gattung Alaria hervorgerufene Parasitose des Dünndarms bei Raubtieren. Es sind vor allem wildlebende Hundeartige betroffen, selten auch Haushunde und Hauskatzen.
Bei Hund und Katze kommen in Europa vor allem Alaria alata, Alaria marcianae und Alaria mustelae vor, in Nordamerika Alaria americana. Die Alaria-Arten haben zwei Zwischenwirte, erster sind Süßwasserschnecken, zweiter Amphibien. In letzteren entwickeln sich Mesozerkarien. Diese werden beim Fressen der Amphibien aufgenommen. Dies kann auch indirekt durch Stapelwirte erfolgen, welche zuvor Kaulquappen aufgenommen haben. Als Stapelwirte können Amphibien, Reptilien, Vögel und andere Säugetiere dienen. In ihnen lagern sich die Mesozerkarien in der Muskulatur ab, bei Alaria alata wird dies als Duncker-Muskelegel bezeichnet. Nach Aufnahme der Mesozerkarien vollziehen diese eine ausgedehnte Körperwanderung. Bei Katzen können die Mesozerkarien von Alaria marcianae auch über die Muttermilch an die Katzenwelpen übertragen werden. Eine Übertragung über die Muttermilch ist auch bei als Stapelwirten fungierenden Nagetieren nachgewiesen. Am Ende der Körperpassage entwickeln sich in den Lungen die Metazerkarien, welche in den Dünndarm zurückkehren und dort zu den adulten Darmegeln reifen.
Die Alaria-Arten rufen beim Endwirt eine katarrhalische Dünndarmentzündung hervor, die ohne Symptome verlaufen kann. Schwere Infektionen mit Alaria alata können eine Zwölffingerdarmentzündung mit teils blutigem Durchfall und Lungenschäden auslösen. Die Diagnose erfolgt durch Nachweis der Eier im Flotationsverfahren. Die Eier sind 100–130 µm × 62–68 µm groß, goldbraun und haben eine dünne glatte Schale. An einem Pol ist ein Deckel (Operculum) ausgebildet. Zur Behandlung wird Praziquantel eingesetzt.